# Fernandea conradti
Fernandea conradti är en insektsart som beskrevs av Melichar 1912. Fernandea conradti ingår i släktet Fernandea och familjen Dictyopharidae. Inga underarter finns listade i Catalogue of Life.